# Rysostrzępiak piaskowolubny
Rysostrzępiak piaskowolubny (Pseudosperma arenicola (R. Heim) Matheny & Esteve-Rav.) – gatunek grzybów należący do rodziny strzępiakowatych (Inocybaceae).

## Systematyka i nazewnictwo
Pozycja w klasyfikacji według Index Fungorum: Pseudosperma, Inocybaceae, Agaricales, Agaricomycetidae, Agaricomycetes, Agaricomycotina, Basidiomycota, Fungi.
Po raz pierwszy opisał go w 1931 r. Roger Heim jako formę rysostrzępiaka porysowanego Inocybe fastigiata f. arenicola. Marcel Bon w 1983 r. podniósł go do rangi gatunku jako Inocybe arenicola. W 2019 r. P.D. Matheny i F. Esteve-Rav. przenieśli go do rodzaju Pseudosperma.
Nazwę polską zarekomendowała Komisja ds. Polskiego Nazewnictwa Grzybów w 2021 r.

## Morfologia
Kapelusz o średnicy do 6 cm, dość kruchy, o barwie ochrowej, czasami także brązowawej. Zarodniki podłużne i duże (długość do 16 μm). Cheilocystydy cylindryczne do wąskomaczugowatych, metuloidów brak.

## Występowanie i siedlisko
Inocybe arenicola znany jest w niektórych państwach Europy. W Polsce jedyne jego stanowiska podano w Puszczy Białowieskiej w 2014 roku.
Grzyb mikoryzowy. Występuje na wydmach, w tym również śródlądowych.